# Kuntillet Ajrud
Kuntillet Ajrud est un site archéologique situé au Nord-Est de la péninsule du Sinaï. Il s'agit des ruines d'une ancienne forteresse du royaume de Juda, datés des IXe et VIIIe siècles av. J.-C., construite sur une colline surplombant la plaine du Wadi Qurayyah.
Le bâtiment principal de la forteresse est de forme rectangulaire, mesurant 25 mètres sur 15. Y ont été retrouvées diverses inscriptions en alphabet hébreu et phénicien, sur le plâtre recouvrant les murs ou sur des céramiques. La plus notable mentionne YHWH de Teman et son Asherah, et a pu être interprétée comme la preuve que les anciens habitants de Juda n'étaient pas strictement monothéistes ou monolâtres, et associaient d'autres divinités à leur dieu national Yahweh, dont la déesse Asherah qui serait sa parèdre.